# Lactophrys triqueter
Lactophrys triqueter — вид риби-коробочки, що зустрічається на рифах Карибського моря, Мексиканської затоки та субтропічних частин західної частини Атлантичного океану та поблизу них.

## Назва
Назви Lactophrys triqueter і Rhinesomus triqueter є синонімами. Перший прийнятий Енциклопедією життя, але Всесвітній реєстр морських видів і FishBase визнають Rhinesomus triqueter як дійсну назву. 

## Опис

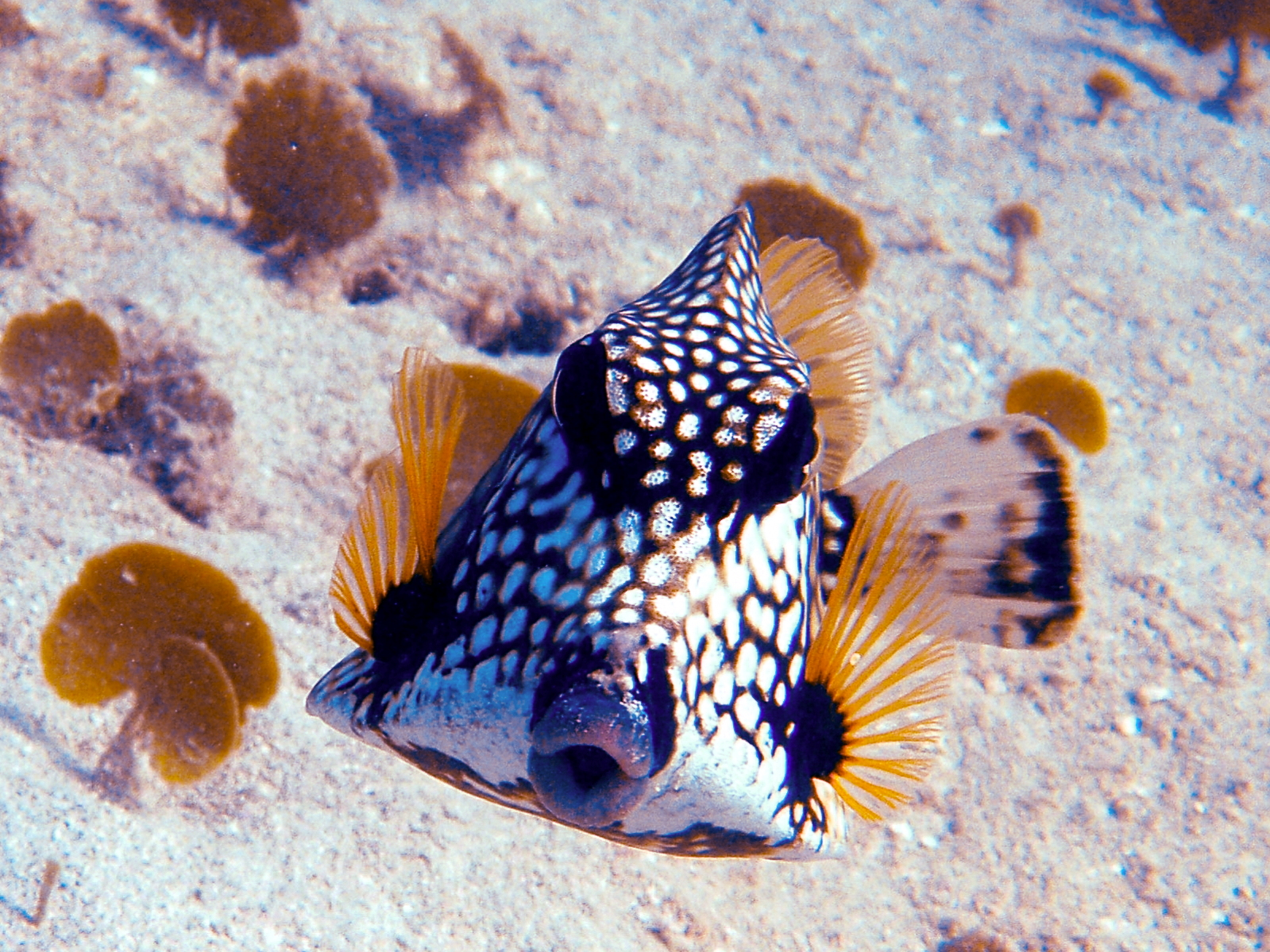

Риба має кутасте тіло, обшитие пластиноподібною лускою, що досягає максимальної довжини 47 см, хоча 20 см є більш нормальним розміром. Тіло закрите кісткоподібним панциром і, якщо дивитися спереду, має трикутну форму з вузькою верхівкою і широким підставою. Риба має загострену морду з виступаючими губами. Хвіст має форму кисті. Загальний колір фону темний з малюнком дрібних білих плям, часто у вигляді шестикутників, що надають стільниковий вигляд у середній частині тіла. Кінчик морди і область навколо грудних плавців темні з невеликою кількістю плям, а очі чорні. Плавці зазвичай жовтуваті з темною основою і кінчиками. У них тільки м'які промені без колючок.
Молоді особини мають темне забарвлення тіла, вкрите великими жовтими плямами. Коли вони стають старшими, у них з'являється бліда область, де пізніше з'являться стільникові відмітки.

## Розповсюдження
Зустрічається на глибині близько 50 м на коралових рифах і над піщаним дном у Карибському морі, Мексиканській затоці та західній частині Атлантичного океану. Ареал простягається від Канади та затоки Мен на південь до Бразилії.

## Біологія

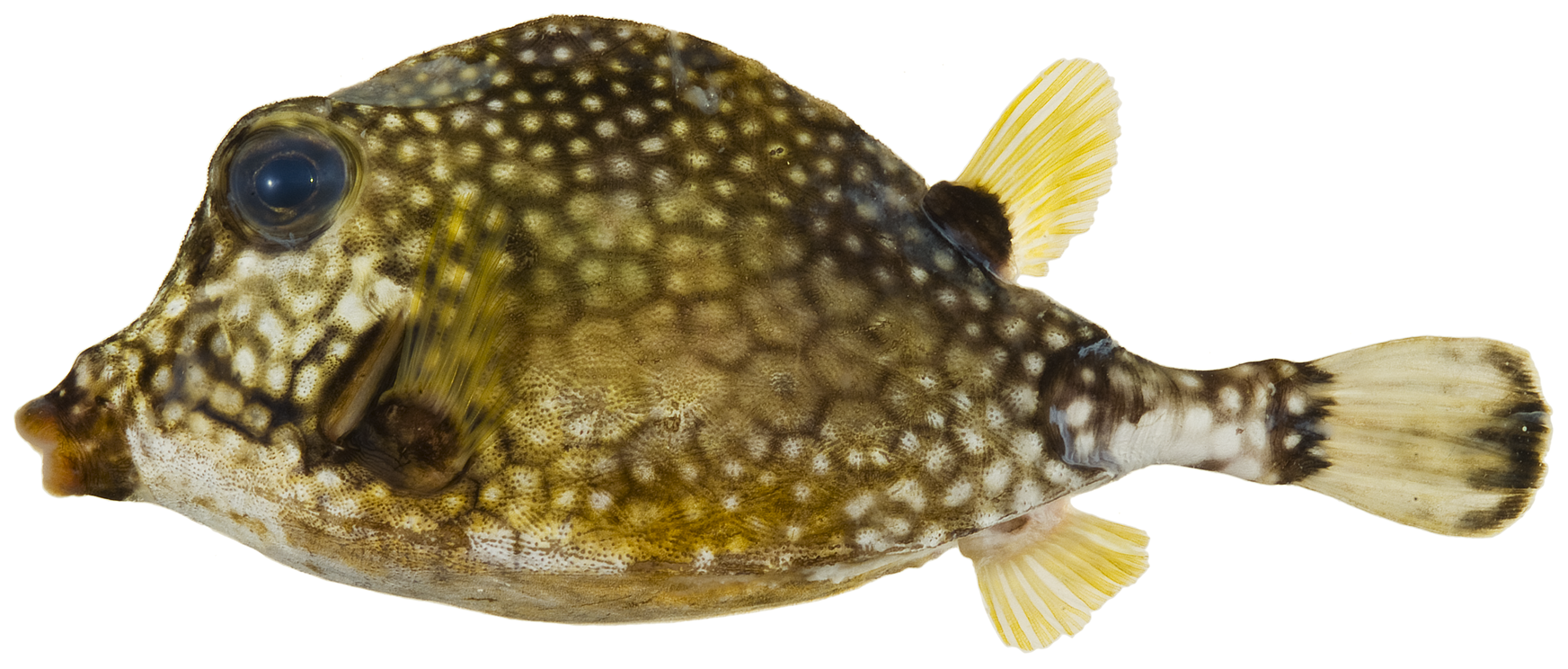

Риба зазвичай одиночна, але іноді пересувається невеликими групами. Використовує свої виступаючі губи, щоб виштовхнути струмінь води, який зрушує піщане дно, що знайти будь-яких неглибоко закопаних донних безхребетних. Харчується дрібними молюсками, багатощетинковими червами, кишководишними, сипункулідами, дрібними ракоподібними, губками і покривниками.

## Використання
У деяких регіонах рибу виловлюють для споживання. Його також іноді тримають в рифових акваріумах. Однак слід бути обережним, оскільки він утворює токсичну речовину, острацитоксин, у слизових виділеннях шкіри. Коли риба перебуває в стресовому стані, вона вивільняє її у воду, і деякі акваріумні резервуари та системи були отруєні цим із втратою всіх інших мешканців тварин.